# Herméneutique philosophique
 (décembre 2015).
- Si vous ne connaissez pas le sujet, laissez ce bandeau (vous pouvez alors contacter les auteurs).
- Si vous supprimez le contenu mis en cause (vous pouvez préalablement contacter les auteurs),

argumentez précisément cette suppression dans la page de discussion
(un manque de référence n'est pas un argument ; une recherche réelle de référence doit avoir été effectuée, être formellement documentée).
Le terme herméneutique provient du verbe grec έρμηνεύειν (hermeneuein) qui peut prendre trois grandes significations : exprimer, interpréter et traduire. Mais en général, la signification la plus courante que nous lui donnons est celle d’interpréter. De plus, l’herméneutique se définit dans l’Antiquité grecque, comme une τέχνη (technè), c'est-à-dire un art ou plus précisément un savoir-faire. Ainsi, l’herméneutique doit être comprise traditionnellement comme l’art d’interpréter, c'est-à-dire un savoir-faire qui permet de déchiffrer le sens d’un message.

## Histoire

### Des origines de l’herméneutique à la Réforme protestante
Dès l'Antiquité, Platon (427-347 av. J.-C.) utilise le verbe έρμηνεύειν (hermeneuein) pour définir le travail d’interprétation des rhapsodes, qui traduisent et expriment en mots le message des dieux contenu dans les oracles. Ainsi, pour Platon, l’herméneutique est séparée de la science de la vérité, elle ne fait que dire le sens. Platon critique donc l’art divinatoire et la soumet au contrôle de la vérité philosophique. Alors, la fonction attachée à l’herméneutique est celle de la médiation entre le divin et le mortel. À ce titre, chez les anciens Grecs, Hermès est le dieu-messager. L’herméneutique est donc très tôt investie d’une fonction sacrale ou religieuse, car les messages sacrés ont toujours quelque chose d’intrinsèquement obscures.
Plus tard, les stoïciens penseront qu’il existe deux types de langage : le λόγος προφορικός (logos prophorikos) et le λόγος έυδιάθετος (logos endiathétos) qui sont respectivement le verbe extérieur (l’élocution) et le verbe intérieur (de l’âme). Ainsi, chez eux, le verbe extérieur est analogue à la rhétorique et ils l’appelleront allégorie. Pour sa part, le verbe intérieur sera plutôt assimilable à l’herméneutique et ils le nommeront allégorèse. Selon eux, cette allégorèse permettrait d’aller chercher le sens caché d’un texte, qui se révèle au premier abord seulement à travers l’allégorie. Cette conception est très importante, car elle préfigure l’herméneutique de Philon d’Alexandrie (15 av. J.-C.-50 ap. J.-C.) qui a été le premier à appliquer l’allégorèse aux Écritures saintes de la Torah. Plus tard, Origène (185-234) et saint Augustin (354-430) reprendront le concept du sens caché que doit révéler l’allégorèse, pour fonder les bases de l’exégèse biblique. Cette dernière tiendra alors le haut du pavé de l’interprétation chrétienne des Écritures saintes pendant tout le Moyen Âge.
Mais, avec la réforme protestante au XVIe siècle, l’exégèse biblique et son allégorèse seront fortement critiqués par Martin Luther (1483-1546). En effet, Luther critique l’exégèse biblique, car il considère que l’Église en a perdu le sens patristique et cela, au profit d’une autorité ecclésiale dogmatique. C’est ainsi qu’il établira les bases d’une nouvelle exégèse ayant essentiellement trois principes fondamentaux (1. Le sens global. 2. Sens littéral. 3. L’intelligibilité des Écritures) dont le plus important à souligner est celui du sensus litteralis, c'est-à-dire du sens littéral, qui stipule que l’Écriture doit être d’abord prise au pied de la lettre. Ce renouveau exégétique revêt une importance capitale pour ce qui sera plus tard appelé l’herméneutique biblique, car il est caractérisé par une quasi-absence d’interprétation allégorique. Cela a donc donné lieu à une multitude de querelles au sein du protestantisme quant à la compréhension des Écritures saintes. C’est pourquoi, à partir de cette problématique, il y eut, chez les protestants, plusieurs penseurs et théologiens tels que Flavius Illyricus (≈1567) et Johann Conrad Dannhauer (1603-1666) qui ont développé de nouvelles approches exégétiques afin de pallier les apories de celles de Luther. C’est d’ailleurs Dannhauer qui utilisa pour la première fois le néologisme d’hermeneutica (herméneutique) pour caractériser l’interprétation des écritures dans le christianisme. Mais, c’est tout de même plus d'un siècle plus tard, avec Friedrich Schleiermacher (1768-1834), que l’herméneutique prendra un tournant décisif qui ouvrira la porte à sa conception philosophique.

### Le tournant universel de l’herméneutique chez Schleiermacher
Schleiermacher (1768-1834) était un théologien protestant allemand et un philosophe. Il a très peu écrit sur l’herméneutique. Néanmoins, il l’a enseignée pendant plusieurs années et c’est à travers ses manuscrits de notes de cours que nous y retrouvons sa pensée herméneutique. Cette dernière stipule entre autres que l’herméneutique doit suivre une démarche particulière à l’intérieur de laquelle il y a deux procédés ou méthodes à suivre pour atteindre une interprétation adéquate d’un texte. La première méthode est appelée comparative et elle consiste en une interprétation grammaticale qui permet à tout discours d’être analysé selon le fonctionnement de sa propre langue, car celle-ci peut souvent comporter plusieurs interprétations pour un seul et même mot. Pour sa part, la deuxième méthode est appelée divinatoire et elle se présente comme une interprétation psychologique ou technique, car elle vise à retrouver l’état d’âme particulier de l’auteur lorsqu’il rédigeait son texte. Cette méthode divinatoire est évidemment l’aspect le plus original de l’approche herméneutique de Schleiermacher. Par contre, elle ne consiste pas en un acte de « voyance », mais plutôt dans un travail de reconstruction de la pensée de l’auteur à l’aide d’une méthodologie de la compréhension. Il y a donc un passage de l’interprétation à l’art de la compréhension qui s’effectue avec Schleiermacher pour l’herméneutique. De plus, chez lui, cette transformation s’accompagne d’un souci de généraliser cet art de la compréhension sous une seule herméneutique dite universelle ; car au XVIIIe siècle, il existait plutôt plusieurs herméneutiques spéciales. Ainsi, l’herméneutique ne se limitera plus simplement aux textes, mais à toutes autres formes de discours qui requièrent une compréhension.
Ainsi, pour réaliser cette herméneutique universelle, Schleiermacher souligne qu’il importe de faire la différence entre deux types de compréhension : la compréhension relâchée et la compréhension stricte. La première en est une qui se produit d’elle-même, sans que nous y mettions d’effort tandis que la seconde doit être pleinement voulue et recherchée. Cette différence a des conséquences importantes pour Schleiermacher. À vrai dire, pour lui, le fait que la compréhension relâchée soit intuitive et qu’elle n’obéisse à aucune règle particulière l’amène à présupposer que c’est plutôt l’incompréhension qui se manifeste de la sorte. C’est pourquoi, l’effort de compréhension doit absolument être précédé de règles très strictes et cela, à travers une méthodologie particulière qui nous permettra d’éviter toute forme d’incompréhension inconsciente de notre part.

### Droysen et l’École historique
Malgré le fait que Schleiermacher soit considéré comme le père de la philosophie universelle de la compréhension, celui-ci a très peu parlé de la compréhension de l’histoire dans son herméneutique. En fait, ce sont plutôt des philologues tel que August Böckh (1785-1867) et des historiens tel que Droysen (1808-1882) qui ont repris sa pensée pour l’appliquer à l’histoire. Ce mouvement de pensée s’est manifesté à l’intérieur de ce que nous appelons l’École historique ou historicisme. En fait, cette École a pris son essor au XIXe siècle particulièrement en Allemagne et elle a situé sa philosophie surtout en opposition à Hegel (1770-1831) qui soutenait que c’est notre raison qui démontre son efficacité en se réalisant dans l’histoire et que, par conséquent, le non-rationnel n’a jamais pu s’affirmer dans celle-ci. C’est cette vision hégélienne sur l’histoire, qu’elle qualifiait d’idéaliste, que l’école historique a fortement critiquée. 
En effet, cette école s’oppose à la reconstruction de l’histoire en fonction des exigences a priori d’un système philosophique comme le préconisait Hegel. Ainsi, elle considère que la connaissance scientifique n’a plus pour fondement la raison (comme le veut le rationalisme), mais que cette connaissance scientifique s’appuie plutôt sur des faits dont l’analyse méthodologique lui en assure la validité. Néanmoins, pour ce courant de pensée, cette analyse méthodologique ne consiste pas à dégager de l’histoire des lois générales, comme le feraient les sciences de la nature, mais bien à lire les phénomènes de l’histoire tels qu’ils se révèlent dans leur contexte. Implicitement, cela veut dire que les évènements historiques s’inscrivent dans un récit qui en fait quelque chose de compréhensible, c'est-à-dire un récit qui donne sens à celui qui l’interprète et par extrapolation, à toute l’humanité en questionnement.
Ainsi, pour l’historien allemand Droysen, dont nous avons parlé ci-dessus, il est impératif de développer une méthodologie de la compréhension. Car, si les sciences exactes sont parvenues à un si grand succès au XIXe siècle, c’est parce qu’elles se sont munies d’une méthode qui est à la base de l’explication scientifique. Donc, pour lui, tant et aussi longtemps que l’histoire sera privée d’une telle méthodologie, elle ne pourra pas se prétendre une science. 
Cette scientificité de l’histoire et des sciences humaines en général doit, selon Droysen, se fonder à partir de deux manières. Premièrement, en leur appliquant la méthode des sciences exactes. De cette manière, il n’y aurait plus de différence significative entre les deux types de connaissances. Et deuxièmement, en spécifiant ce qui distingue les sciences humaines des sciences exactes et cela, soit à l’aide d’une méthodologie propre à chacune des sciences humaines, soit à l’aide d’une méthodologie générale des sciences humaines. Cette dernière méthodologie, comme nous le verrons au prochain paragraphe, sera l’apanage de Dilthey (1833-1911), penseur allemand de la fin du XIXe siècle et du début du XXe.

### L’herméneutique de Dilthey
Historien de la philosophie et philosophe fortement influencé par le romantisme, Dilthey est un grand connaisseur de Schleiermacher et se trouve dans la même lignée philosophique que l’école historique. Par conséquent, lui aussi s’opposera au rationalisme hégélien et mettra l’accent sur la méthodologie de la compréhension. Mais, au lieu de tenter d’appliquer la méthode des sciences exactes aux sciences humaines, il fera plutôt la distinction entre ces deux sciences afin de développer une méthodologie propre aux sciences humaines qui de cette manière pourront enfin prétendre à l’objectivité. 
Pour ce faire, Dilthey entreprend un ouvrage considérable intitulé Introduction à l'étude des sciences humaines (1883), qu’il envisage comme une critique de la raison historique. Cette dernière critique est évidemment inspirée de la Critique de la raison pure de Kant (1724-1804) de 1781 qui trace une voie mitoyenne entre les doctrines de l’empirisme et du rationalisme. En effet, Dilthey opère dans cet ouvrage une critique des sciences humaines analogue à celle de Kant un siècle plus tôt. Cependant, il est à noter que la pensée de Dilthey se veut une opposition à la perspective hégélienne de la métaphysique de l’histoire, tout comme celle de l’École historique et de l’empirisme. De cette manière, Dilthey se propose de compléter le travail de Kant qui, selon lui, n’aurait pas parlé des sciences humaines d’un point de vue épistémologique.
Dans cette perspective, les sciences pures sont, pour Dilthey, une explication des phénomènes qui se fait à partir d’hypothèses générales, tandis que les sciences humaines se veulent plutôt comme une compréhension, c'est-à-dire une introduction dans une individualité historique. Ce qui veut dire, pour Dilthey, que les sciences humaines scrutent l’intériorité de l’expression humaine et qu’elles ont pour but une reconstruction de la genèse du discours humain, au même sens que l’entendait Schleiermacher. À cela, nous voyons bien une portée herméneutique se profiler à l’horizon et cela, malgré le fait qu’elle n’apparaît pas directement dans l’ouvrage de 1883. Néanmoins, Dilthey publiera en 1900 un ouvrage intitulé Le monde de l’esprit dans lequel il dira que l’herméneutique est ce que nous appelons « cette technique de l’interprétation des manifestations vitales de vie ». Dans ce même ouvrage, il dit aussi que la compréhension est un « processus par lequel nous connaissons un « intérieur » à l’aide de signes extérieurs par nos sens ». 
Pour Dilthey, l’objet de l’herméneutique est alors d’interpréter des signes extérieurs afin d’en comprendre l’intérieur, c'est-à-dire l’esprit et la vie qui s’exprime à travers ceux-ci. En somme, l’herméneutique possède donc, pour Dilthey, une structure triadique : le sentiment de l’âme, l’expression et la compréhension où le sentiment de l’âme doit être reconstruit, comme nous l’avons dit précédemment, à l’aide d’une méthode propre aux sciences humaines.

### Heidegger et l’herméneutique ontologique
Heidegger fut l’élève d’Edmund Husserl (1859-1938), le fondateur de la phénoménologie. Sa pensée herméneutique a donc été influencée par cette dernière, d’autant plus qu’Husserl dans le développement de sa théorie de la compréhension a vivement critiqué l’historicisme de Dilthey. 
Ainsi, l’herméneutique contemporaine a été influencée par une approche différente de sa tradition initiale. En effet, la théorie de la compréhension du XXe siècle s’est peu à peu éloignée de la perspective « psychologique » du retour au logos intérieur de Dilthey, pour effectuer un tournant phénoménologique avec Husserl et existentiel avec Heidegger. 
L’herméneutique s’est donc dégagée de la problématique du retour à l’état d’âme de l’auteur pour se rapprocher du questionnement ontologique de l’« être-là-dans-le-monde » ; c'est-à-dire, dans les mots d’Heidegger, de la problématique du Dasein. Avec ce tournant existentiel, la compréhension devient un questionnement de l’être par rapport au concret des projets de son existence et conséquemment, celle-ci se rapproche de la question du langage. Car, comment pourrions-nous expliciter de tels projets en dehors du langage ? C’est ainsi que chez Heidegger, l’interprétation apparaît comme l’aspect langagier de la compréhension. Cependant, l’interprétation n’a pas pour fondement l’application d’une méthode afin de comprendre un texte ou un discours, mais elle a plutôt pour principe initial la compréhension de l’existence avant toute compréhension du discours. Ce principe initial de la compréhension de l’existence, c’est ce qu’Heidegger appelle la structure d’anticipation et selon lui, celle-ci est nécessaire à toute compréhension. De cette manière, le cercle herméneutique n’est plus conçu comme dans l’exégèse biblique ou l’historicisme, mais plutôt comme un aller-retour incessant entre l’interprétation et nos structures anticipations qui l’alimentent. Nous sommes donc, avec le premier Heidegger (dans Être et Temps), devant une herméneutique du Dasein que nous pouvons très bien qualifier d’onto-phénoménologie universelle. Car, pour Heidegger, le Dasein lui-même est une sorte de phénoménologie herméneutique, dans la mesure où il recherche sans cesse ce qui est caché sous les phénomènes de son existence,.